# Erich Pointner
Erich Pointner (ur. 19 sierpnia 1950 w Sandl) – austriacki judoka. Dwukrotny olimpijczyk. Piąty w Montrealu 1976 i dziewiętnasty w Monachium 1972. Startował w kategorii 63 kg. Wicemistrz wojskowych mistrzostw świata w 1973 i trzeci w 1976. Siedmiokrotny medalista kraju; złoto w latach 1973-1975. 
- Turniej w Monachium 1972

Przegrał z Stanko Topolčnikiem z Jugosławii i odpadł z turnieju.
- Turniej w Montrealu 1976

Wygrał z Pakitem Santhisirim z Tajlandii i Bradem Farrowem z Kanady, a przegrał z Chang Eun-kyungiem z Korei Południowej i Felice Marianim z Włoch.